# Litoralia rubicunda
Litoralia rubicunda is een hooiwagen uit de familie Cosmetidae.